# Bitry (Nièvre)
Bitry település Franciaországban, Nièvre megyében. Lakosainak száma 311 fő (2022. január 1.). Bitry Saint-Amand-en-Puisaye, Alligny-Cosne, Ciez, Dampierre-sous-Bouhy és Saint-Vérain községekkel határos.

## Népesség
A település népességének változása:
| Lakosok száma | 320  | 311  | 315  | 305  | 301  | 296  | 301  | 306  | 311  |
|               | 2013 | 2015 | 2016 | 2017 | 2018 | 2019 | 2020 | 2021 | 2022 |